# Supersex
Supersex è una rivista di fotoromanzi inizialmente erotici, per poi diventare pornografici nella versione più famosa.
La prima edizione della rivista di fotoromanzi, intitolata Supersex - il fotofilm fantaerotico, con protagonista l'omonimo personaggio, uscì in versione erotica dal 1967 al 1969. In seguito dal 1972 al 1975 il fotoromanzo, sempre in versione softcore, apparve come inserto a puntate all'interno della rivista Menelik. 
La rivista rinacque nell'ottobre del 1976 in versione pornografica, sempre incentrata sull'omonimo personaggio (interpretato quasi esclusivamente da Gabriel Pontello), e continuò le pubblicazioni fino a ottobre del 1985, quando uscì il numero 194; in seguito la rivista continuerà almeno per un quinquennio con le ristampe di materiale già uscito un predecenza. La periodicità delle prime edizioni era quindicinale, mentre la versione pornografica era inizialmente quadrisettimanale (ogni 4 settimane) per poi diventare anch'essa settimanale.
Il materiale contenuto della rivista era realizzato in Francia, tranne i primi due numeri realizzati in Olanda, mentre la rivista vera e propria era stampata in Italia (inizialmente dalla Eva Bauer Produzioni, poi, a partire dal 1977 e fino alla fine delle edizioni con materiale originale, dalla International Press srl di Milano per poi tornare alla Eva Bauer Produzioni fino alla fine della vita editoriale) e commercializzata, con buon successo di vendite, sia in Italia che in Spagna. La copertina era a colori e patinata, le fotografie in bianco e nero.

## Trama
Supersex è un alieno originario del pianeta Eros, la cui astronave si schianta sulla terra. Supersex si salva, ma l'atmosfera terrestre si rivela per lui dannosa e quindi l'unico modo di sopravvivere è "occupare" un corpo umano, Supersex entra così in possesso dei ricordi e del corpo dell'ospite, anche se la volontà è quella dell'alieno, che quindi diventa in grado di ipnotizzare le vittime con un fluido ad altissima carica erotico-sessuale a cui nessuna donna può resistere. Inizialmente l'occupazione risulta logorante per l'occupato (le storie iniziano con l'alieno che occupa il corpo di un ospite casuale - che diventa il protagonista del numero - ed è costretto ad abbandonarlo alla fine della storia stessa per non causargli danni; ogni numero è quindi interpretato da un attore diverso) e solo a partire dal numero 8 della rivista che il corpo "occupato" diventa fisso (quello di Gabriel Pontello) e la rivista assume la forma classica che manterrà fino alla fine. Al momento dell'eiaculazione, Supersex dice sempre "Ifix tcen tcen" come grido di battaglia.
Le storie narrate nei vari numeri non erano solo semplici canovacci per collegare le varie scene sessuali, ma anzi storie "gialle" con una trama molto curata (molto spesso occorreva arrivare alla fine della rivista per avere svelato il nome dell'assassino o vedere risolto l'enigma della puntata): si passava dall'arrestare i classici ladri, allo sventare complotti internazionali e casi di spionaggio (non solo ad opera - in un periodo di Guerra fredda - di agenti sovietici ma anche di agenzie orientali e/o mediorientali, o di nostalgici del nazi-fascismo), a bloccare trafficanti e contrabbandieri o impedire omicidi.
Per rendere plausibile il costante coinvolgimento di Pontello/Supersex in storie criminali, inizialmente quest'ultimo era inquadrato nelle forze della polizia metropolitana di Parigi. Dopo una breve esperienza (pochi numeri) come investigatore privato, Pontello/Supersex - a partire dal numero 86 della rivista - rientra in polizia come Commissario di una speciale unità di élite (Squadra V.I.P.) agendo con molta più libertà rispetto alle regole. Diventa una specie di 007 dai modi bruschi ma efficaci, ancorché dalla parte della legge. Il suo referente diventa un sofisticato (per l'epoca) computer che gli affida di volta in volta le missioni. Anche l'abbigliamento muta, passando da abiti normali ad abiti neri, guanti e occhiali sempre scuri, oppure una sorta di uniforme completa di scudetto "Polizia - Squadra VIP"). Nell'ultima parte della vita editoriale della rivista, Pontello/Supersex abbandona la polizia e diventa prima attaché personale del ministro dell'interno, tornando a vestire quindi abiti più normali (in una riedizione del 1987 - in versione succinta - cambierà anche nome assumendo quello di Homerus Callaghan) poi l'agente segreto "X12".   

## Struttura
La struttura della storia era tipicamente la seguente: 
- Antefatto: una brevissima introduzione alla storia in modo da indicare subito chi sono i "cattivi" e dare al lettore una chiara visione della situazione.
- Prologo (prima scena a base sessuale): Pontello/Supersex è impegnato in un amplesso con un'amica/collega/conoscenza casuale, durante/dopo il quale viene convocato dai superiori e quindi incaricato di risolvere il caso di cui il lettore ha avuto notizia nell'antefatto, oppure Pontello/Supersex viene incaricato di risolvere il caso con il coinvolgimento e/o la collaborazione di una collega con cui il commissario ha subito un amplesso.
- Indagini: in questa fase ci sono varie scene a sfondo sessuale inframezzate da Pontello/Supersex che si muove in città alla ricerca di indizi o fa rapporto al suo superiore; durante questa fase normalmente
  - il commissario ha vari amplessi con donne che interroga come testimoni per "sciogliere loro la lingua"
  - a volte sono i "Cattivi" ad essere protagonisti di scene di sesso, sia per sviare le indagini sia per punire/umiliare qualche vittima.
- Colpo di scena: ad esempio Pontello/Supersex viene catturato dai "Cattivi", oppure un ribaltamento di ruoli tra i vari sospettati.
- Soluzione del caso: ove c'è la scena sessuale solitamente più numerosa (3-4 persone) solitamente divisibile in due "sotto canoni" principali:
  - Pontello/Supersex usa il sesso in maniera "negativa" punendo direttamente le colpevoli (in caso di donne), oppure le compagne/mogli del colpevoli (in caso uomini - di solito, in questo caso, i maschi - costretti ad assistere impotenti e senza poter partecipare agli amplessi - rimangono allibiti dal comportamento e dalla disponibilità sessuale delle loro complici). Sovente l'amplesso finisce con un rapporto anale.
  - Pontello/Supersex usa il sesso in maniera "positiva" consolando la vittima ormai liberata che per gratitudine si concede al suo salvatore, non di rado coinvolgendo una terza persona, quasi sempre una seconda donna: meno frequentemente la scena finale coinvolge due uomini e due donne.

Mediamente, durante un fotoromanzo, c'erano dai 3 ai 5 "episodi" sessuali di circa 25 foto ciascuno, a fronte di un centinaio di pagine di rivista. Nei primi numeri erano più frequenti episodi sessuali con protagonisti i "cattivi" o alcuni comprimari d'appoggio del commissario, solitamente segretarie o altri poliziotti collaboratori, mentre con il succedersi delle pubblicazioni le scene si accentrano sempre più su Pontello/Supersex come protagonista.
Nella prima parte della collana, l'elemento "extraterrestre" era molto più accentuato: infatti, il Commissario alieno usava il suo sguardo per ipnotizzare le donne e per sottometterle sessualmente, inoltre, durante l'ipnosi della "vittima", sul polso destro del commissario appariva il "simbolo di eros" ossia il simbolo usato in biologia per rappresentare l'elemento maschile; col proseguire delle storie, le capacità amatorie del commissario sono invece giustificate dalla sua forte personalità, fermo restando il famoso "fluido erotico".

## Orientamento della rivista
La rivista si rivolgeva principalmente ad un pubblico maschile eterosessuale: sia la figura del Commissario "macho", sia il fatto che gli amplessi erano scene a due, tre o quattro persone, con scene di sesso anale e di doppia penetrazione. Con una certa frequenza c'erano scene lesbo o di violenza sessuale; al contrario le scene omosessuali maschili - tranne i numeri iniziali che ne contengono alcune di una certa importanza - con lo sviluppo delle storie praticamente spariscono, se non in casi molto rari di sporadici rapporti orali o casi in cui qualche attore interpretava la parte di una vittima di abusi penetrativi con oggetti vari.

## Inserti
La rivista, inizialmente incentrata unicamente sul personaggio Supersex, vede l'arrivo di una appendice, posta nelle pagine finali. Questa specie di fotoromanzo porno d'appendice a puntate vide prima Cicciolina da sola e poi in una serie che racconta le storie di Magika e Magika Junior, due sorelle investigatrici, discepole di un santone indiano dal quale hanno appreso tecniche esoteriche come la telecinesi, il potere di rendersi invisibili, etc., tutte arti che permettono alle due eroine di risolvere i casi che le vedono coinvolte. Magika era interpretata da Cicciolina e Magika Jr da Platinette (pseudonimo di Marilyn Jess), pornostar famosissima oltralpe che raggiunse una certa notorietà in Italia proprio grazie alla rivista Supersex. Avendo un ristretto numero di pagine rispetto alle storie di Gabriel Pontello, le "Avventure di Magika e Magika Jr" avevano trame più povere e dedicavano molto più spazio all'aspetto pornografico del fotoromanzo.
Per un periodo c'è stato un paginone centrale a colori che esponeva ogni volta il disegno di un personaggio femminile famoso (Gloria Guida, Lory Del Santo, ecc.) in abbigliamento discinto ma comunque non volgare: a complemento del paginone c'è un racconto nel quale il protagonista immaginava di avere una avventura sessuale con personaggio famoso. L'inserto si intitolava "Le fanta-scopate del Signor Rossi".
Vennero regalate, inoltre, una lametta Gillette nel numero 50 del novembre 1980 (anche se con un aumento di prezzo da 3.500 a 5000 lire) e poi tre penne nere, blu e rosse della Grinta nel numero 52 del gennaio del 1981. 
Vennero anche regalate delle agendine marchiate Le Ore.

## Attori
Tranne i primi 8 numeri, l'attore maschile che ha sempre interpretato Supersex è Gabriel Pontello (già presente nel terzo numero con un personaggio differente, un turista americano e poi ancora come autore televisivo francese nel settimo numero), porno attore francese attivo a cavallo degli anni 1970-1980. Solitamente, i personaggi femminili erano interpretati da pornostar francesi, statunitensi e dell'est europeo.
La copertina dei primi numeri riportava l'attore protagonista (vestito in abiti comuni) con intorno le attrici (solitamente completamente nude) che comparivano all'interno della rivista. Questa copertina è stata in seguito cambiata con una più focalizzata sul "personaggio Supersex", che riportava una foto intera di Gabriel Pontello, in atteggiamenti da "macho": in calzamaglia, abbigliamento paramilitare o elegantemente abbigliato, in stile 007, non di rado impugnando una pistola o una mitraglietta. In compagnia di Pontello c'era sempre una delle partner femminili "ospiti" del numero con un abbigliamento discinto o molto più spesso in topless, solitamente quella più famosa mentre le altre partner erano rappresentate da quattro "fototessera" accostate e contornate dal simbolo della carta da gioco della donna di cuori. Questo portava la presenza delle attrici ad un numero non inferiore a 5 per ogni episodio. Gli altri attori maschili erano invece unicamente citati per nome all'interno della rivista. Negli ultimi numeri vi compaiono sempre più Cicciolina e Marilyn Jess, le sorelline pornoinvestigatrici mentre spariscono le attrici nella carta da gioco.
Nel fotoromanzo, Gabriel Pontello viene sempre citato per nome e cognome (assumendo lo pseudonimo di Bob Eiffel - diventato editore di un settimanale scandalistico - negli ultimi quattro numeri della rivista), mentre tutti gli altri interpreti assumevano dei nomi fittizi imposti dal copione.